# Joan Puigcercós i Boixassa
Joan Puigcercós i Boixassa (Ripoll, 2 de desembre de 1966) és un polític català que va ser president d'Esquerra Republicana de Catalunya (2008-2011). Va estudiar filosofia i ciències polítiques a la UAB.

## Biografia
Casat i amb dos fills, va cursar els estudis de filosofia i lletres (secció sociologia) i de ciències polítiques a la Universitat Autònoma de Barcelona. Després de desvincular-se de la política activa ha entrat a participar en societats d'exportació de productes agroalimentaris i és director executiu de l'Escola de Noves Tecnologies Interactives que imparteix el primer Grau universitari en videojocs a Catalunya.
Fill de família de masovers, Joan Puigcercós es va criar en un entorn familiar obrer i d'ideari republicà, especialment l'avi patern, que era militant d'ERC i fou destinat al front de Gandesa i a la batalla de l'Ebre durant la Guerra Civil espanyola. Criat a Ripoll, a causa del rebuig dels ordes religiosos catalans al franquisme, Joan Puigcercós tingué l'oportunitat de conèixer el socialisme militant a les escoles, assistint a classes que donaven els militants del PSC. Però on sobretot va desenvolupar el seu pensament d'esquerra i independentista fou a la UAB, on milità a Independentistes dels Països Catalans (IPC) i a l'Assemblea d'Estudiants Independentistes d'Universitat (AEIU).
A finals del desembre de 1986 va incorporar-se al grup dels ex-membres de la Crida a la Solidaritat que, encapçalats per Àngel Colom, havien abandonat aquella formació el mes de setembre anterior. Tots ells s'afiliaren, el mes de febrer de 1987, a Esquerra Republicana de Catalunya. Puigcercós va ser candidat a les eleccions municipals a Ripoll el 1987, on va obtenir l'acta de regidor. El setembre de 1987 Puigcercós fou nomenat secretari general de les JERC, càrrec que ostentà fins al 1994.

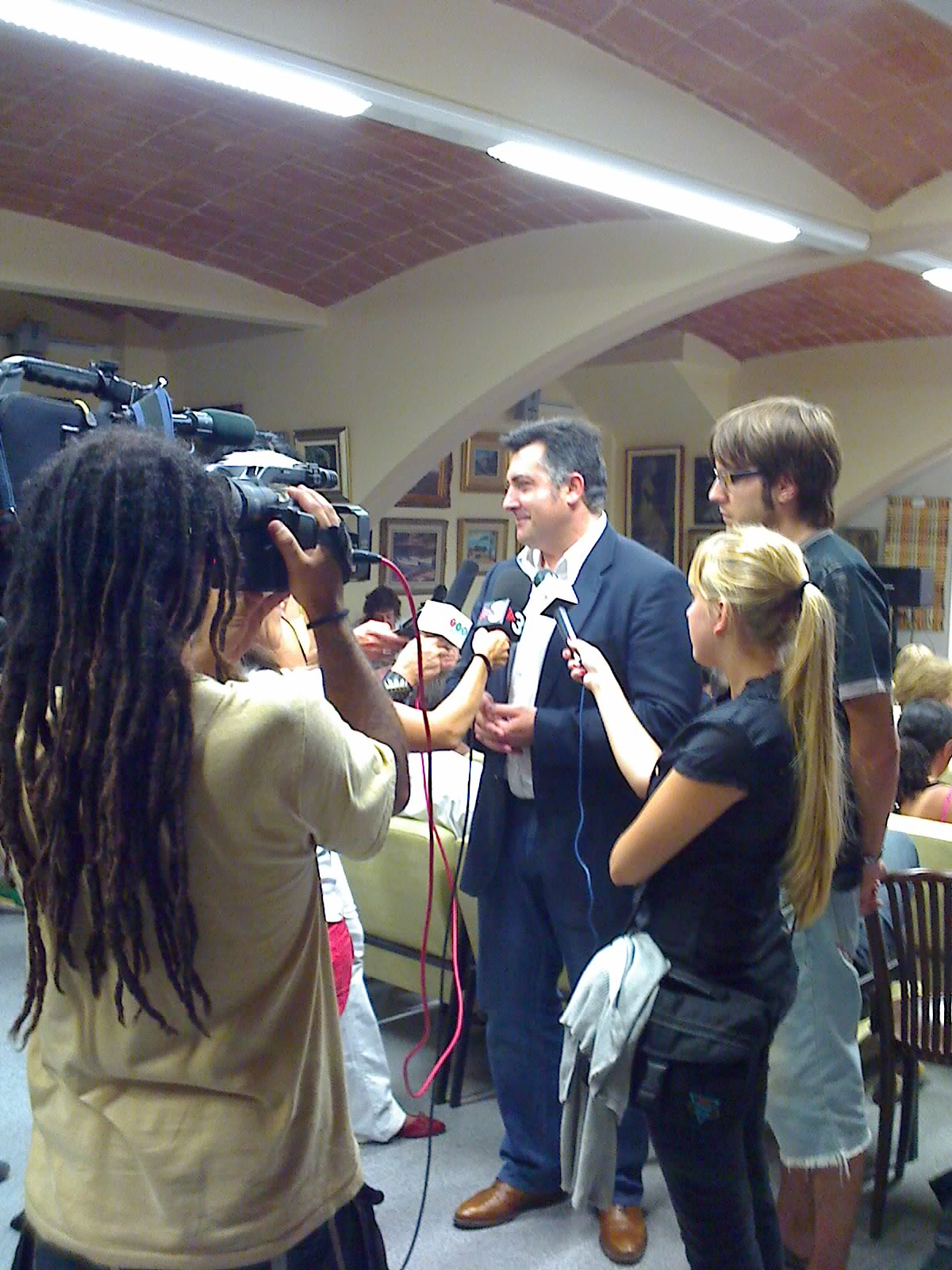
Joan Puigcercós a la Casa del Poble de Blanes (la Selva)

Les JERC van servir a Puigcercós per a obtenir la confiança dels dirigents d'ERC, que el nomenaren l'any 1993 President de la Federació de Girona, càrrec que ocupà fins al 1996. Fou candidat a les eleccions al Parlament de Catalunya (1992) com a diputat, on s'especialitzà en temes econòmics. Posteriorment, l'escissió d'una part del partit per formar el Partit per la Independència, entre ells Àngel Colom, van provocar una reestructuració dels càrrecs d'ERC. Aleshores Puigcercós va substituir Pilar Rahola a les llistes al Congrés dels Diputats espanyol i obtingué l'escó a Madrid a les eleccions generals espanyoles de 2000. En aquesta seva primera legislatura, sota la presidència del govern d'Aznar, treballà en diferents comissions, entre les quals destaca la comissió d'investigació del cas Gescartera que li va merèixer un reconeixement públic dels periodistes parlamentaris espanyols per les seves intervencions. A les eleccions generals espanyoles de 2004 anà al número 2 de la llista per ERC a la circumscripció de Barcelona després de cedir el primer lloc a Josep-Lluís Carod-Rovira després de la tempesta política desfermada l'afer de l'entrevista amb ETA a Perpinyà. El resultats electorals, amb 8 escons, permeteren que ERC obtingués grup parlamentari propi. Des d'aquell moment fou el president del Grup Parlamentari d'Esquerra Republicana al Congrés dels Diputats.

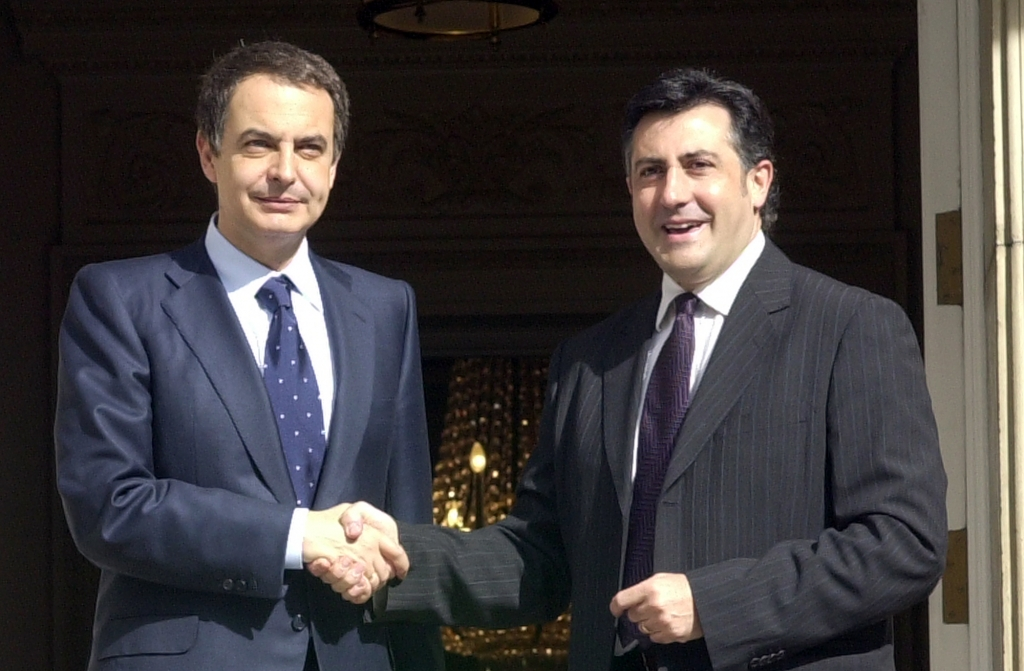
Zapatero i Puigcercós se saluden a l'inici d'una reunió. (2006)

Dins d'ERC ha estat vicesecretari general del partit entre 1996 i 2001 i va ser escollit Secretari General d'Esquerra en el 24è Congrés Nacional, celebrat a Lleida els dies 3 i 4 de juliol de 2004. El 27 de juny de 2006, ERC decidí que Puigcercós fos el número dos a Barcelona per a les eleccions al Parlament de Catalunya de 2006 darrere de Josep-Lluís Carod-Rovira. Després de les eleccions, ERC va pactar amb el PSC i ICV-EUiA per formar un nou Govern amb José Montilla com a President de la Generalitat. Va ser nomenat Conseller de Governació de la Generalitat de Catalunya, càrrec que va exercir fins a les Eleccions generals espanyoles al 9 de març del 2008. La desfeta electoral d'ERC en aquestes eleccions (que va perdre més de 300.000 vots i va passar dels 8 diputats que tenia a només 3) va fer que Puigcercós decidís abandonar el Govern de la Generalitat "per a dedicar-se al partit" i preparar la seva candidatura a la presidència del partit. El substitut de Puigcercós a la Conselleria de Governació va ser l'alcalde de la Seu Jordi Ausàs i Coll.
Es va presentar com a candidat a la presidència de la Generalitat de Catalunya a les eleccions de novembre del 2010, obtenint 10 diputats. Passats uns dies va dimitir i va convocar congrés extraordinari, celebrat a Girona, d'on en va sortir el seu successor, l'eurodiputat Oriol Junqueras. Per primera vegada en la història contemporània del partit més antic de Catalunya, ERC aconseguia fer un relleu tranquil en la seva presidència.
El setembre de 2013 va iniciar un espai d'opinió en el diari digital Huffington Post.